# Pistolet Bergmann No 5
Bergmann No 5 (Bergmann M1897) – niemiecki pistolet samopowtarzalny skonstruowany przez Louisa Schmeissera.
Kłopoty ze sprzedażą produkowanego w zakładach Bergmanna pistoletu No 3 spowodowały rozpoczęcie nad nowym wzorem pistoletu bardziej przystosowanego do potrzeb potencjalnych nabywców. Z powodu dużych wymiarów nie nadawał się jako broń do obrony osobistej, a wojskowych zniechęcał słaby nabój. Dlatego w 1897 roku w zakładach Bergmanna rozpoczęto produkcję nowego pistoletu strzelającego silniejszą amunicją.
Nowy pistolet miał strzelać nabojem 7,62 × 25 mm (skonstruowaną przez Hugo Borchardta jako amunicja pistoletu C93). Jego konstruktorem był Louis Schmeisser.
Pistolet No 5 był produkowany od 1897 roku. Pomimo testów przeprowadzonych przez kilka armii europejskich żadna z nich nie zdecydowała się wprowadzić go do uzbrojenia. Produkcję pistoletu No 5 zakończono po rozpoczęciu produkcji pistoletu Mars w 1901 roku.

## Opis
Bergmann No 5 był bronią samopowtarzalną. Zasada działania oparta na krótkim odrzucie lufy. Zamek ryglowany przez przesunięcie zamka w bok (przesunięcie zamka wymuszane przez krzywki wycięte w komorze zamkowej). Mechanizm uderzeniowy kurkowy, bez samonapinania.
No 5 był zasilany z wymiennego magazynka pudełkowego o pojemności 9 naboi. Magazynek znajdował się przed spustem. Magazynek mógł być napełniany bez wyjmowania z pistoletu przez okno wyrzutowe łusek przy pomocy łódki.
Lufa gwintowana, posiadała cztery bruzdy prawoskrętne.
Przyrządy celownicze mechaniczne regulowane (muszka i szczerbinka, nastawy do 700 m).